# Cantons del Tarn

Mapa topogràfic del Tarn

Els 46 Cantons del Tarn són, agrupats en els dos districtes:
- Districte d'Albi (23 cantons - prefectura: Albi) :
cantó d'Alban - cantó d'Albi-Centre - cantó d'Albi-Est - cantó d'Albi-Nord-Est - cantó d'Albi-Nord-Oest - cantó d'Albi-Oest - cantó d'Albi-Sud - cantó de Cadaluènh - cantó de Carmauç Nord - cantó de Carmauç Sud - cantó de Castèlnòu de Montmiralh - cantó de Còrdas d'Albigés - cantó de Galhac - cantó de L'Illa d'Albigés - cantó de Monestièr - cantó de Pampalona - cantó de Rabastens - cantó de Rièlmont - cantó de Salvanhac - cantó de Valdariás - cantó de Valença d'Albigés - cantó de Vaur - cantó de Vilafranca d'Albigés

- Districte de Castres (23 cantons - sotsprefectura: Castres) :
cantó d'Angles - cantó de Braçac - cantó de Castres-Est - cantó de Castres-Nord - cantó de Castres-Oest - cantó de Castres-Sud - cantó de Cuc Tolzan - cantó de Dornha - cantó de Graulhet - cantó de La Bruguièira - cantó de La Cauna - cantó de Lautrec - cantó de La Vaur - cantó de Masamet-Nord-Est - cantó de Masamet-Sud-Oest - cantó de La Bessoniá - cantó de Murat - cantó de Puèglaurenç - cantó de Ròcacorba - cantó de Sant Amanç de Solt - cantó de Sant Pau del Cabdal Jòus - cantó de Vabre - cantó de Vièlhmur d'Agot